# Anargyrtes
Anargyrtes is een geslacht van rechtvleugeligen uit de familie grottensprinkhanen (Rhaphidophoridae). De wetenschappelijke naam van dit geslacht is voor het eerst geldig gepubliceerd in 1972 door Hubbell.

## Soorten
Het geslacht Anargyrtes omvat de volgende soorten:
- Anargyrtes annulata Bilimek, 1867
- Anargyrtes bolivari Hubbell, 1972